# شاهين أختر
شاهين أختر (بالبنغالية: শাহীন আখতার) (1962 في بنغلاديش)؛ روائية باكستانية. درست في جامعة دكا.